# Mark Holland
Mark Holland (Pickering, 16 de outubro de 1974) é um político canadense que atua como Ministro da Saúde desde 26 de julho de 2023. Membro do Partido Liberal, Holland representa a cidade de Ajax na Câmara dos Comuns. Anteriormente, ele serviu como Líder do Governo na Câmara dos Comuns de 2021 a 2023 e como Chefe do Gabinete do Governo de 2018 a 2021.
Holland foi eleito para a Câmara dos Comuns do Canadá na eleição federal de 2004 pelo distrito de Ajax—Pickering. Ele foi reeleito nas eleições de 2006 e 2008, mas foi derrotado em 2011. Após trabalhar para a Fundação Heart and Stroke, ele voltou à política na eleição de 2015, onde foi eleito para representar Ajax.

## Início da vida e carreira
Mark Holland nasceu em Pickering, Ontário. Ele se formou em ciência política e história na Universidade de Toronto, concluindo seus estudos em 1996. Holland trabalhou como assistente do Membro do Parlamento Dan McTeague e no Ministério da Cidadania e Imigração de Ontário. Além disso, ele teve passagens pelo Royal Bank of Canada e pelo Canadian Imperial Bank of Commerce.

## Carreira política

### Política municipal
Holland atuou como vereador da cidade de Pickering de 1997 a 2004 e como conselheiro da Municipalidade Regional de Durham de 2000 a 2004.
Holland criou o Comitê do Waterfront do Milênio em Pickering em 1998 e liderou a revitalização da orla da cidade. Ele também fundou a Iniciativa de Parceria Juvenil da Região de Durham, o festival de inverno da cidade de Pickering e foi membro do conselho de diretores da Veridian Corporation. Holland também foi membro do Conselho de Serviços Policiais da Região de Durham, vice-presidente do Conselho de Desenvolvimento Social de Ajax-Pickering e do programa Ajax-Pickering Block Parent, além de ter sido membro do comitê de finanças e administração da Região de Durham. Ele continua a ser membro do Durham West Arts Centre e foi um dos seus membros fundadores.

### Política federal
Holland é membro do Partido Liberal do Canadá na Câmara dos Comuns do Canadá, representando o distrito de Ajax-Pickering de 2004 a 2011 e, desde 2015, representando Ajax. Ele atuou como vice-presidente do Comitê de Contas Públicas, vice-presidente do Comitê de Segurança Pública e Segurança Nacional, crítico de Recursos Naturais, crítico de Obras Públicas e Aquisições, crítico da Agência de Serviços de Fronteiras do Canadá, crítico associado do Conselho do Tesouro, membro do Comitê de Finanças, Comitê de Indústria, Comitê de Contas Públicas, Comitê de Operações Governamentais e no Caucus de Cidades e Comunidades.
No Parlamento, Holland apresentou um projeto de lei para defender a causa de reduzir a idade para votar. O projeto estipulava que jovens de 16 a 18 anos poderiam votar em eleições federais e incentivava as jurisdições provinciais e municipais a permitir o mesmo. Ele pediu que uma unidade eleitoral fosse ensinada nas escolas secundárias antes das eleições, para informar os estudantes sobre eventos atuais e questões em debate. Ao despertar esse interesse nos jovens primeiro, eles fariam escolhas mais informadas nas eleições. Além disso, a votação ocorreria nas escolas, aumentando a participação eleitoral. Em outubro de 2006, Holland reintroduziu como projeto de lei de um membro particular um antigo projeto do governo liberal para reformar as seções de crueldade animal do Código Penal do Canadá, que pouco mudaram desde 1892.

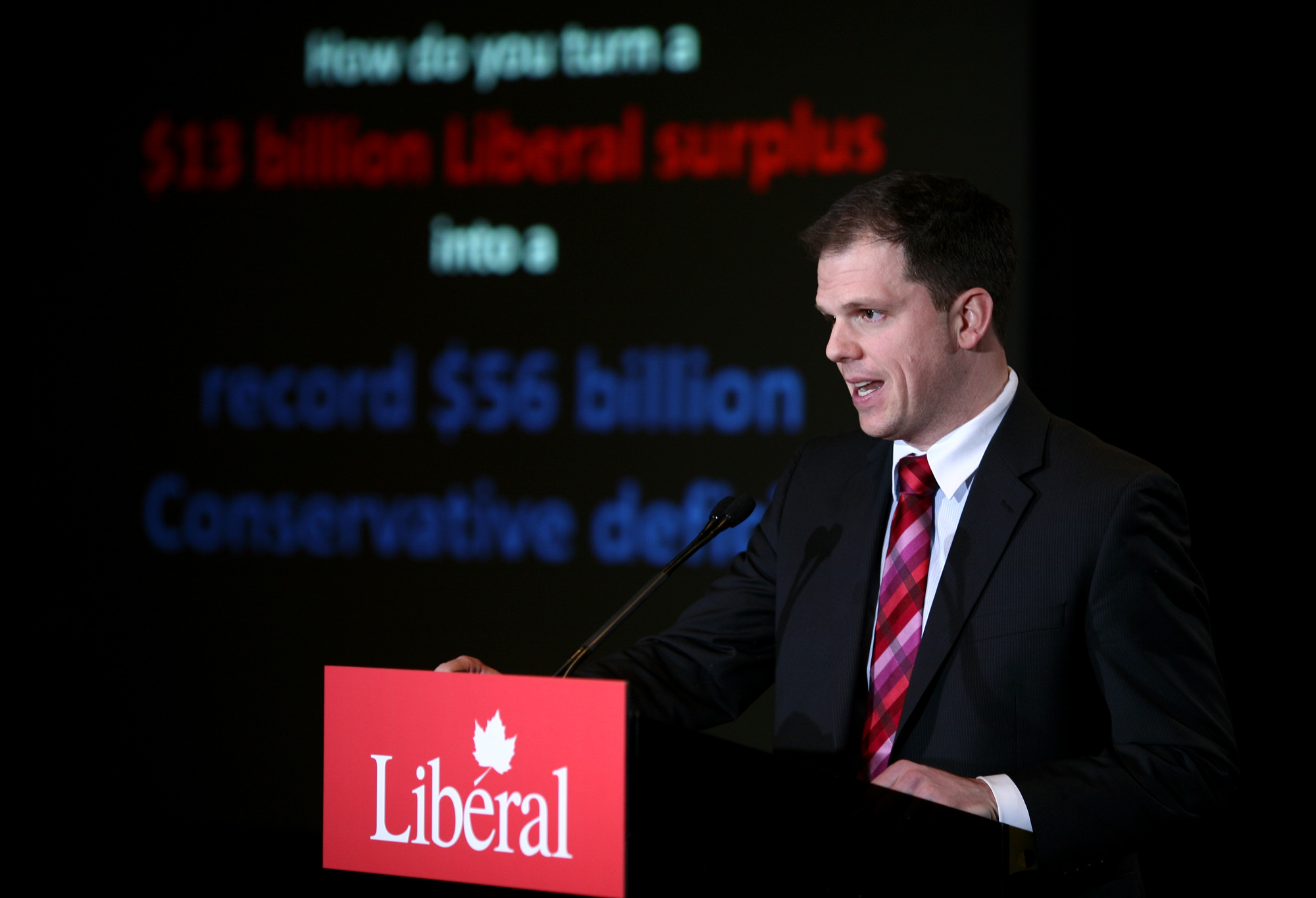
Holland falando em uma coletiva de imprensa em Toronto.

Holland foi apontado pelo The Globe and Mail como membro do novo "Rat Pack" e foi votado pelo Hill Times como o parlamentar da oposição mais eficaz no período de perguntas e o 'Melhor Emergente' quatro vezes de 2006 a 2008. O ministro conservador Stockwell Day referiu-se a Holland como 'Perry Mason com esteroides' e 'o Cruzado Encapuzado' durante suas às vezes acaloradas trocas de palavras nas reuniões de Segurança Pública e Segurança Nacional. A CTV chamou Holland de "uma unidade de rat pack com a missão de mudar a colina". A Macleans o rotulou como "Parte Cão de Ataque, Parte Fazedor de Reis" por sua atuação contra os Conservadores e por seu papel na campanha de liderança de 2006.
Aaron Wherry, da revista Maclean's, falou sobre Holland dizendo: "Se você viu Kennedy em Montreal, Holland inevitavelmente não estava longe. Já favorito de alguns em Parliament Hill por suas habilidades oratórias e sua impressionante cabeleira, Holland tem apenas 32 anos – o que o torna um potencial candidato à liderança pelos próximos 30 anos."
Holland apoiou a campanha de liderança do Partido Liberal do Canadá em 2006 de Gerard Kennedy e foi o presidente da campanha de Kennedy em Ontário. Quando Kennedy desistiu após a segunda votação para apoiar o ex-Ministro do Meio Ambiente Stéphane Dion, Holland o acompanhou e foi considerado fundamental para construir uma ponte entre os dois grupos. Holland foi o co-presidente em Ontário da campanha de liderança de Michael Ignatieff em 2008.
Em 18 de janeiro de 2007, Holland foi nomeado crítico de Recursos Naturais no gabinete paralelo de Dion. Ele foi posteriormente nomeado crítico de Segurança Pública e Segurança Nacional, cargo que ocupou até sua derrota em 2011. Nessa função, ele liderou as críticas da oposição sobre o manejo da Cúpula do G8, os esforços para salvar o registro de armas e a oposição à agenda de combate ao crime do Partido Conservador. Como um crítico afiado e vocal do governo, os Conservadores o apelidaram de "Inimigo Público Número 1" antes da eleição de 2011, um fato que Holland ostentava como "um distintivo de honra", citando outros canadenses proeminentes que o governo também visou por discordarem de sua agenda. Holland foi derrotado por Chris Alexander, um ex-diplomata que concorreu como Conservador. Holland admitiu recentemente que tentou suicídio após essa derrota, dizendo: "Fui informado de que eu era tóxico. Os Conservadores me odiavam. Nenhuma organização me contrataria. Meu casamento fracassou. Meu relacionamento com meus filhos não estava em um bom lugar e, mais particularmente, minha paixão – a coisa em que eu acreditava tão ardentemente ... o propósito da minha vida – estava em cinzas aos meus pés".
Ele se tornou diretor de promoção da saúde e relações públicas da Fundação Heart and Stroke do Canadá após sua derrota em 2011. Ele também atuou como diretor executivo da missão de Ontário da Fundação Heart and Stroke e diretor nacional de crianças e jovens, antes de retornar à política federal em 2015.
Em 2015, Holland foi indicado como candidato liberal para o novo distrito de Ajax, essencialmente a parte sul de seu antigo distrito, posicionando-o assim para uma revanche contra o atual deputado Chris Alexander. Como parte do aumento do Partido Liberal no sul de Ontário, ele recuperou sua cadeira com 56% dos votos, derrotando Alexander por quase 12.000 votos.

Em dezembro de 2015, Holland foi anunciado como secretário parlamentar do Ministro das Instituições Democráticas. Em janeiro de 2017, ele foi transferido para Segurança Pública e Preparação para Emergências. Em agosto de 2018, foi promovido ao cargo de chefe do governo, sucedendo ao ex-chefe, o Membro do Parlamento por Honoré-Mercier Pablo Rodriguez.